# Armbrustspanner (Waffentechnik)

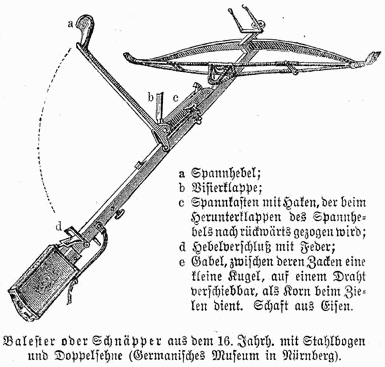
Balester oder Schnäpper aus dem 16. Jh. mit Stahlbogen, Spannvorrichtung und Doppelsehne (Germanisches Nationalmuseum in Nürnberg), aus Meyers Konversationslexikon 1888

Ein Armbrustspanner, auch Spanner oder Spannzeug (engl. crossbow tensioner, russ. натяжитель арбалета, schw. Armborstspännare) bezeichnet eine mechanische Vorrichtung mit der eine Armbrust gespannt werden kann.

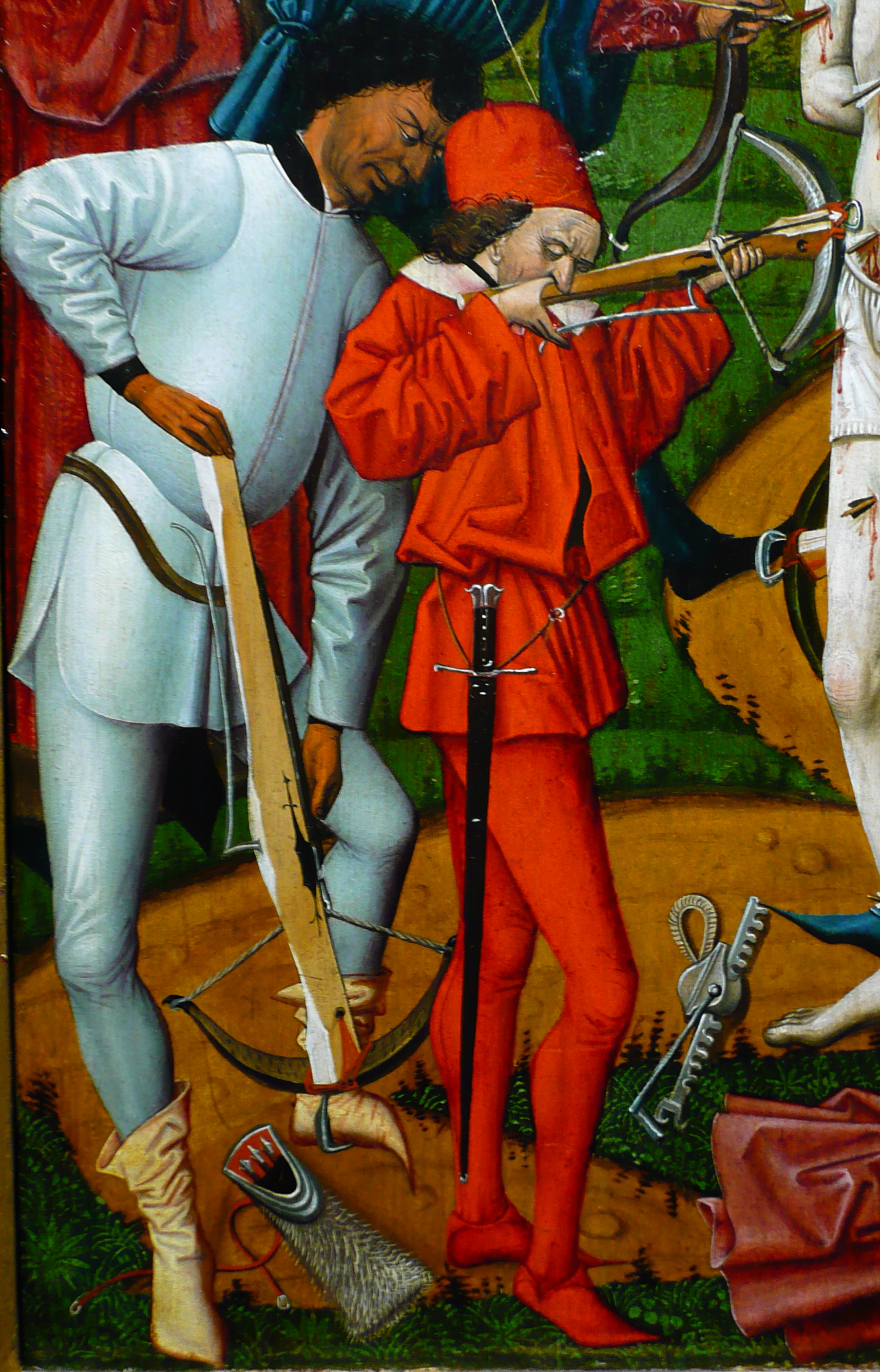
Gehilfe beim spannen der zweiten Armbrust seines Jagdherrn. Ein eiserner Armbrustspanner am Boden (um 1475).

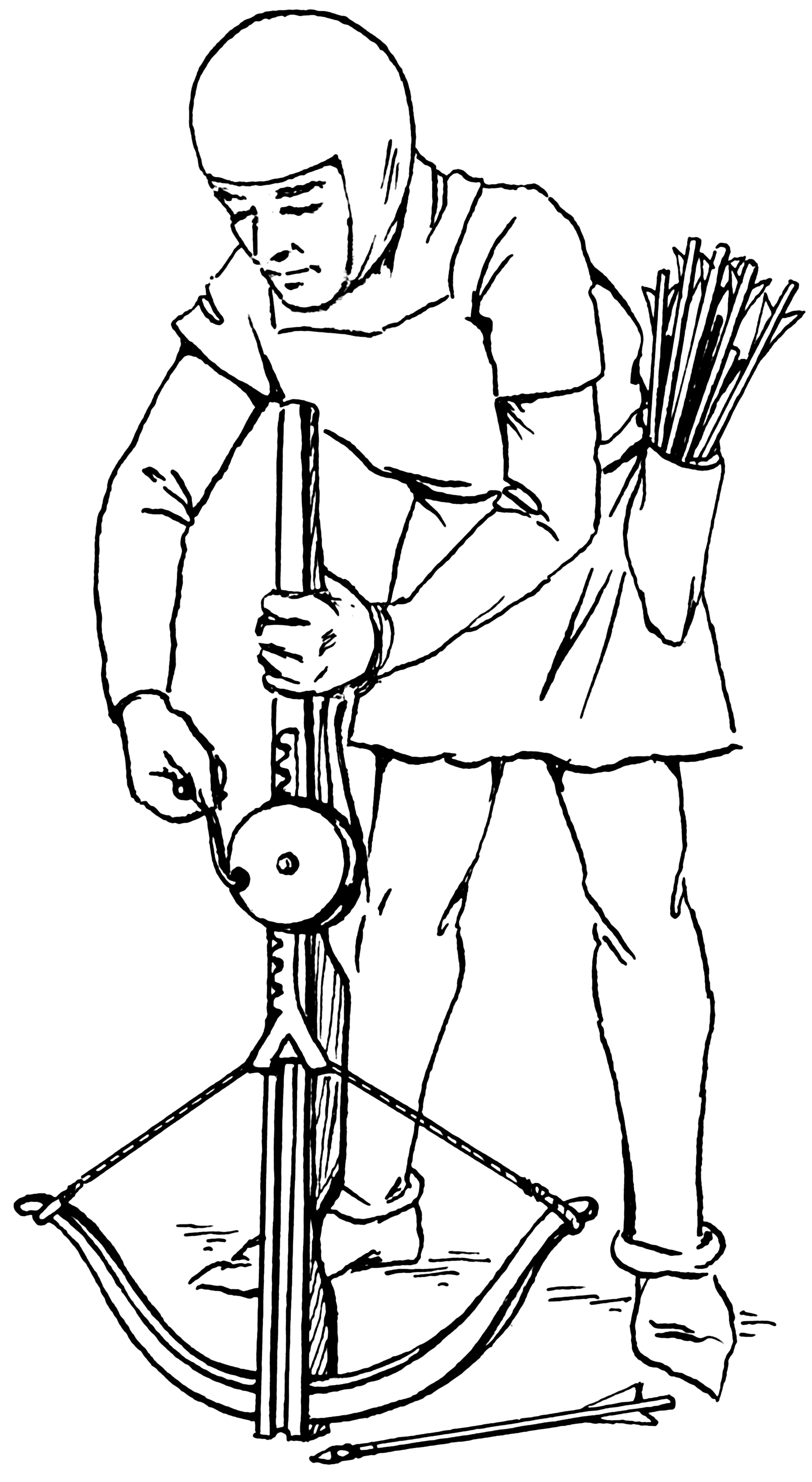
Armbrustschütze spannt seine Arbalete

## Geschichte
Die Entwicklungsgeschichte von Armbrustspannern wurde mit im Laufe der Zeit stärker werdenden Armbrüsten eingeleitet. Nachdem früh im zehnten Jahrhundert die Verbreitung der Armbrüste begonnen hatte, dauerte es bis in das späte zwölfte Jahrhundert bis zur Entwicklung von Armbrustspannern. Die ersten Varianten bestanden aus einfachen Schlaufen und auch „Riemenrollenspannern“ mit Krallen, die es erlaubten, eine Armbrust zu spannen. In weiteren Schritten wurden zunächst einfache, teils gabelförmige und später doppelte Hebelsysteme eingesetzt. Im Bereich der Reiterei nutze man den „Geissfuss“ zum spannen. Man entwickelte auch Armbrustspanner mit Seilwinden, die in der französischen Sprache „Cranequin“ genannt wurden. Dieser Name übertrug sich auf die Armbrustschützen die danach „Cranequeniers“ genannt wurden. Die Hersteller der Geräte waren Armbruster. Später wurden besonders in Deutschland Armbrustspanner mit Kurbeln und Zahnrädern eingesetzt, um noch größere Spannkräfte zu ermöglichen. Einfache Hebelsysteme waren teilweise mit den Armbrüsten direkt verbunden. Weil die Spanner beim Schießen hinderlich waren und die Geräte im Lauf der Zeit größer wurden, entwickelte man aufsetzbare Armbrustspanner. Teilweise mit Orientierung an den Spannsystemen werden von Auguste Demmin acht verschiedenen Arten genannt, von denen auch Boeheim und Viollet-le-Duc Details beschreiben:
- Hakenarmbrust
- Geisenfußarmbrust
- Kurbel- oder Windenarmbrust mit Spannwinde
- Flaschenzugarmbrust
- deutsche oder Zahnradarmbrust
- Stein- oder Kugelarmbrust
- Lauf- oder Rinnenarmbrust
- chinesische Armbrust (auch bekannt als Chinesische Repetierarmbrust)

Die Technik der Armbrustspanner wurde unwichtig, nachdem die Armbrüste im siebzehnten Jahrhundert durch Feuerwaffen verdrängt wurden. Neuzeitliche Armbrüste verfügen wieder über Armbrustspanner, die es erlauben, auch sehr starke Armbrüste zu spannen.

Armbrustspanner als Schlaufe um 1500
Doppelgelenk-Armbrustspanner als aufsetzbares Gerät
Armbrustspanner als aufsetzbares Gerät 1577
Aufsetzbare Armbrustspanner mit kunstvoller Verzierung 1579

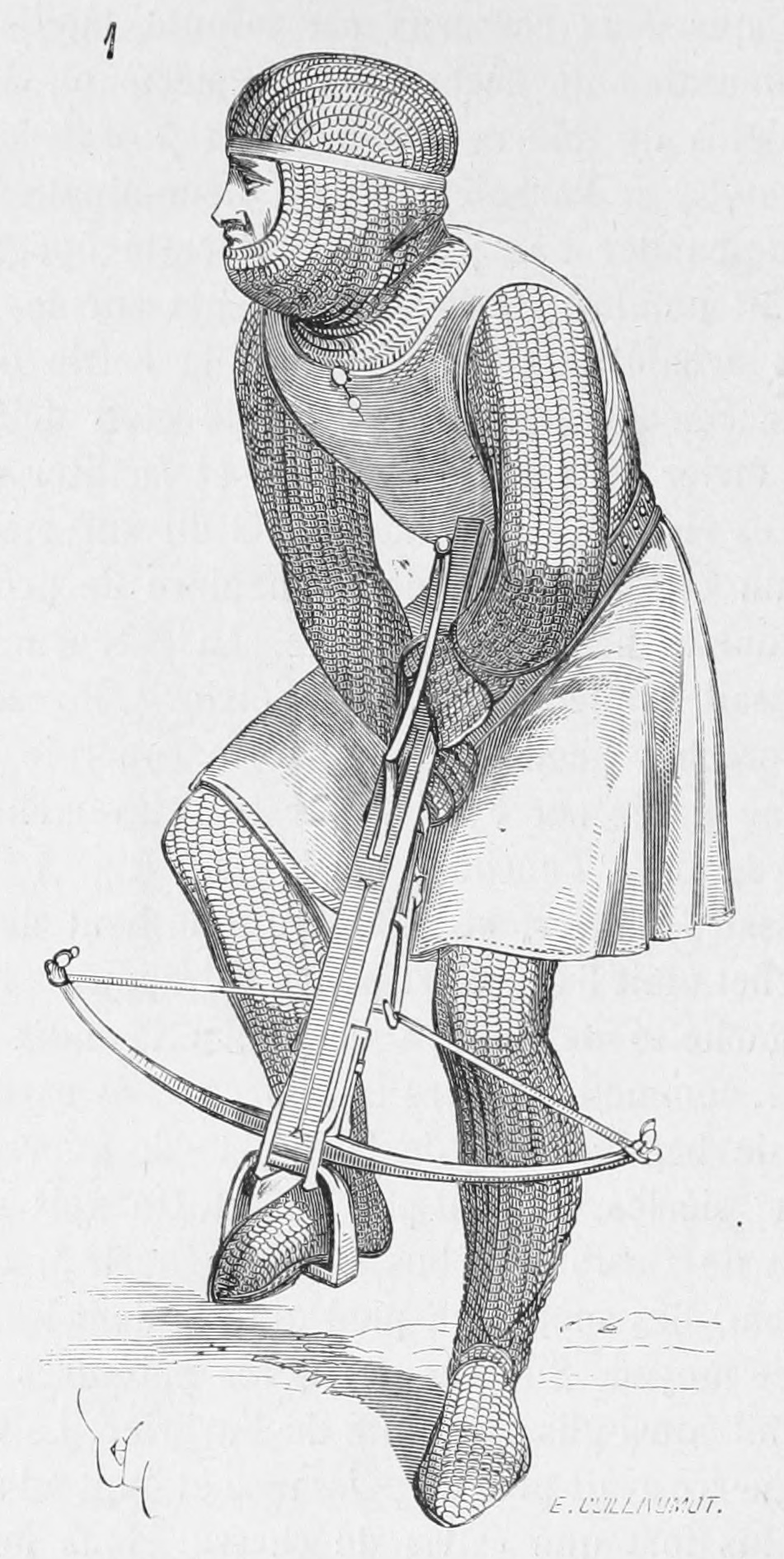
Viollet-le-Duc, Schütze mit Hakenspanner
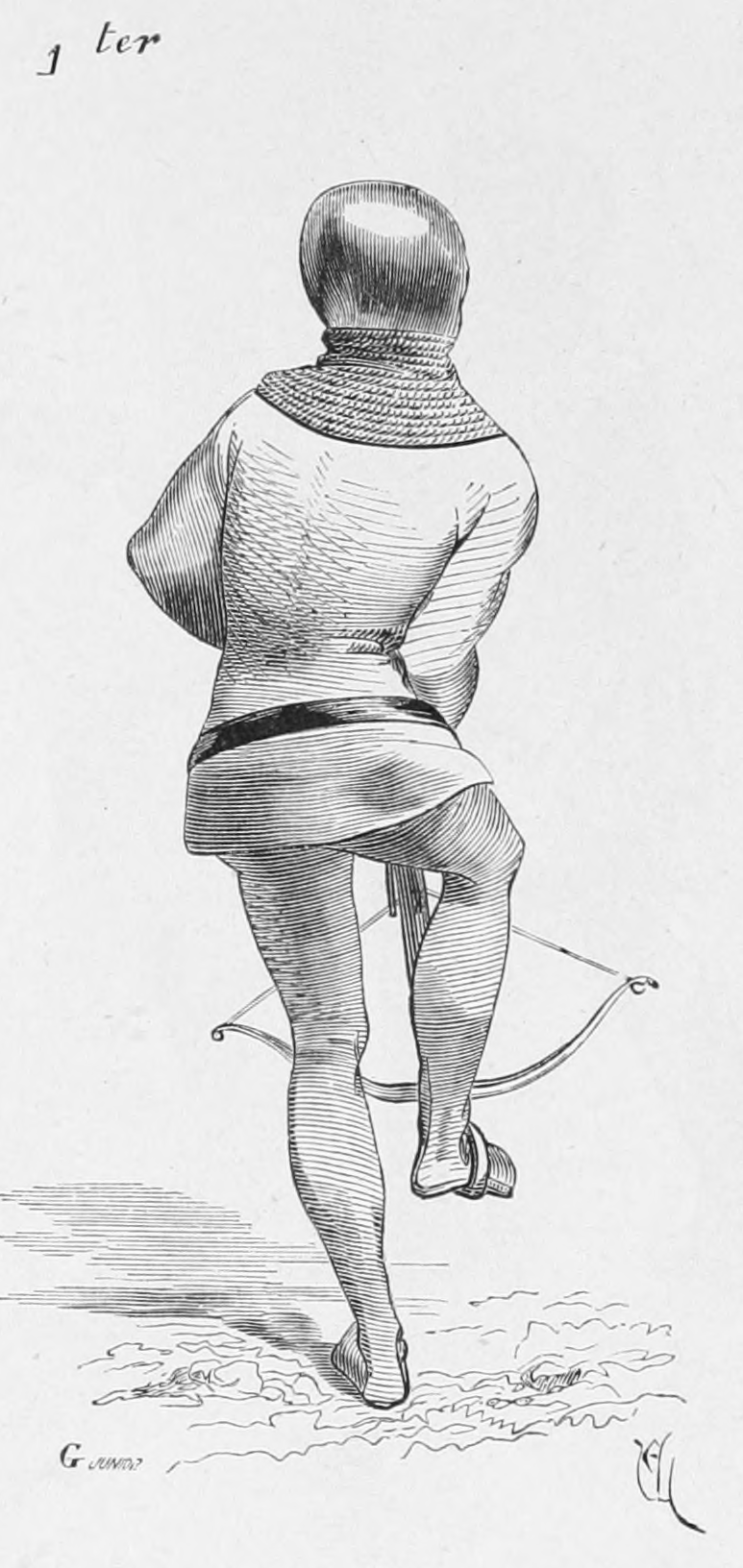
Viollet-le-Duc, Schütze mit Hakenspanner
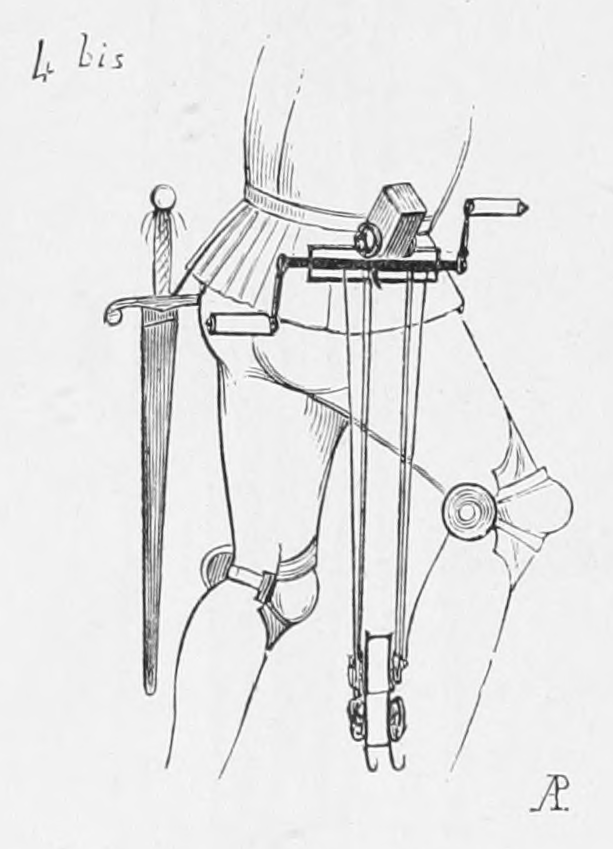
Viollet-le-Duc, Flaschenzugspanner am Gürtel
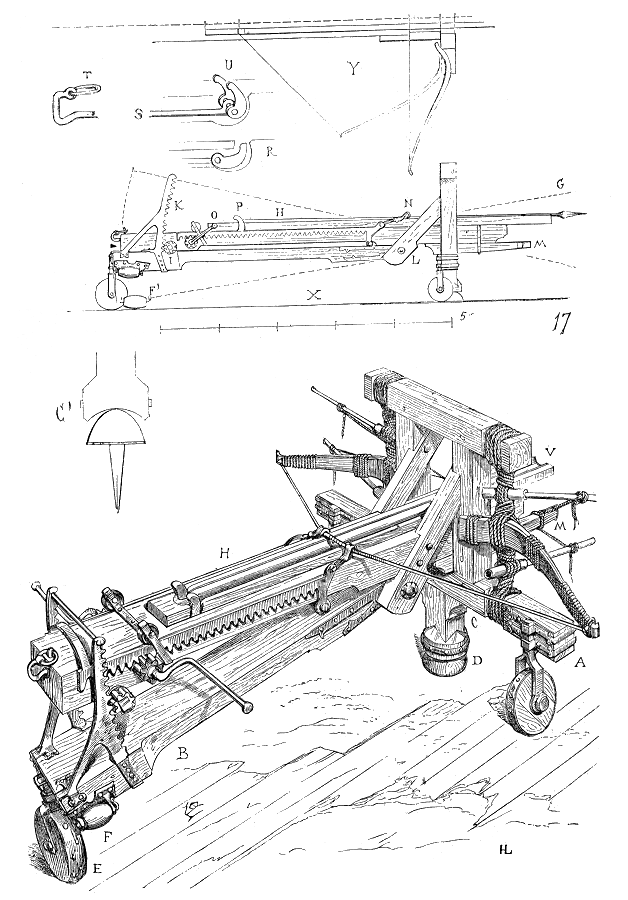
Viollet-le-Duc, Zahnstangenspanner für „Arbalete“ vergl. Arbalest

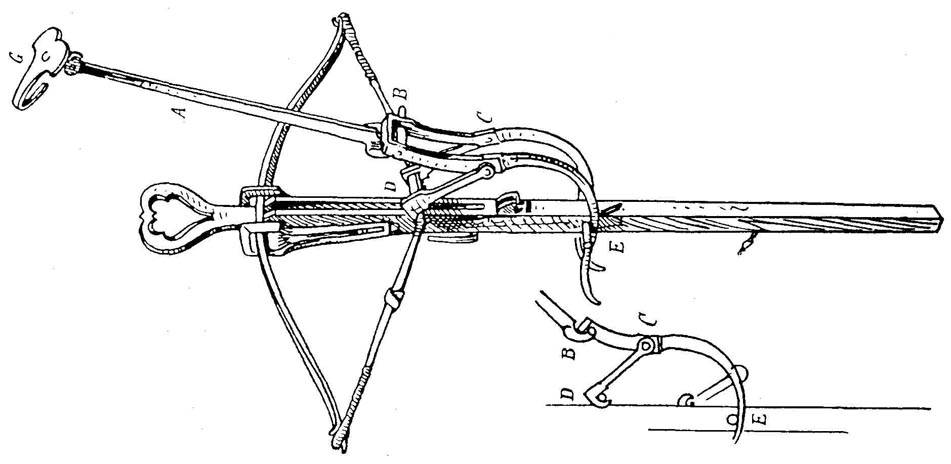
Boeheim/Le-Duc, „Gaisfußspannung“
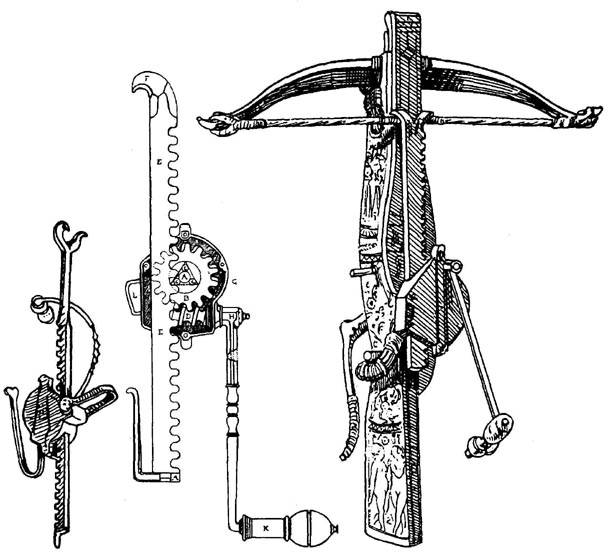
Boeheim, Zahnstangen-Armbrustspanner
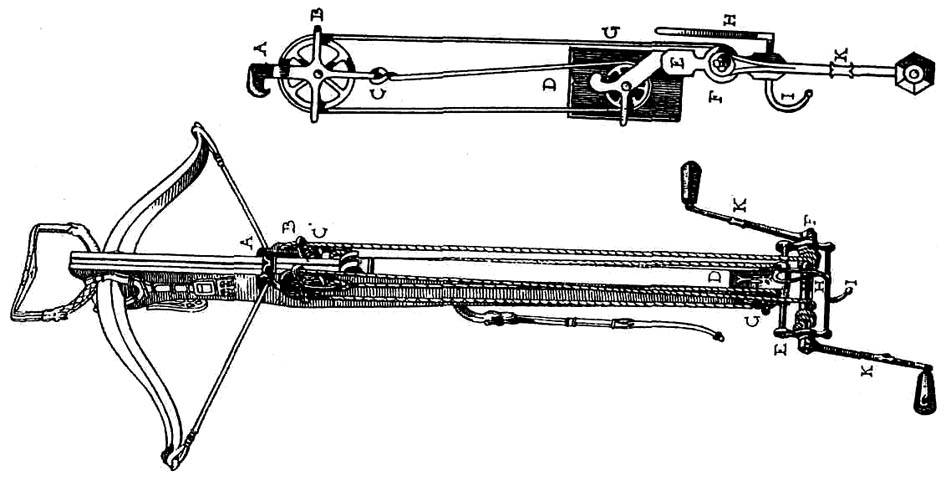
Boeheim, Flaschenzugarmbrust
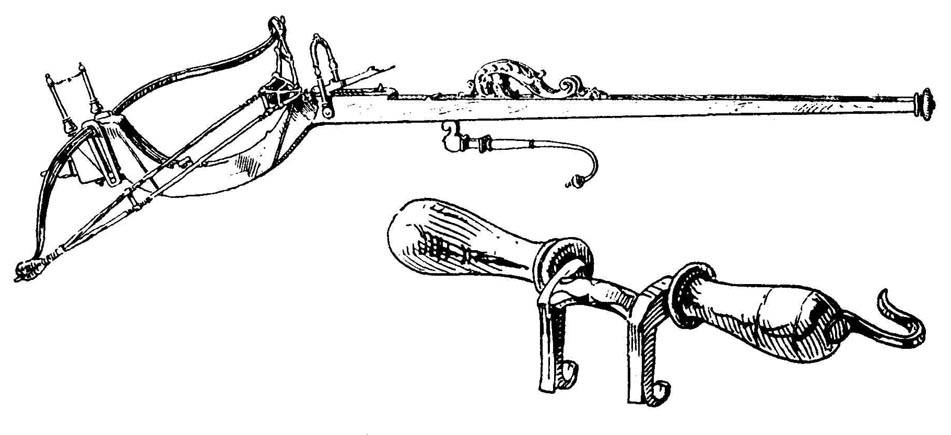
Boeheim, Krappe zum Spanner eines Balester und italienischer Schnäpper

Armbrust mit Doppelgelenk-Armbrustspanner
Armbrust mit Zahnstangen-Armbrustspanner
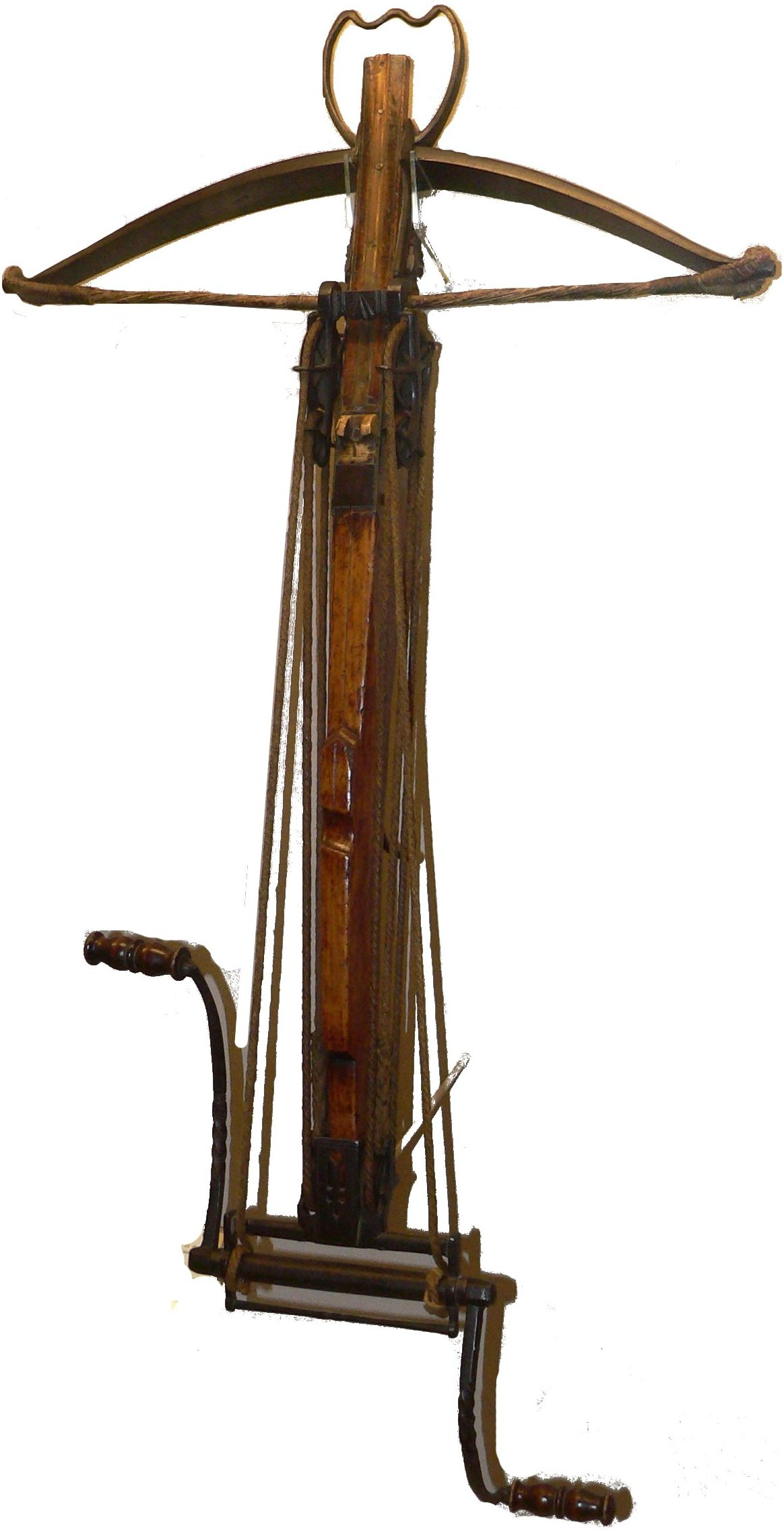
Armbrust mit Doppelkurbel-Armbrustspanner
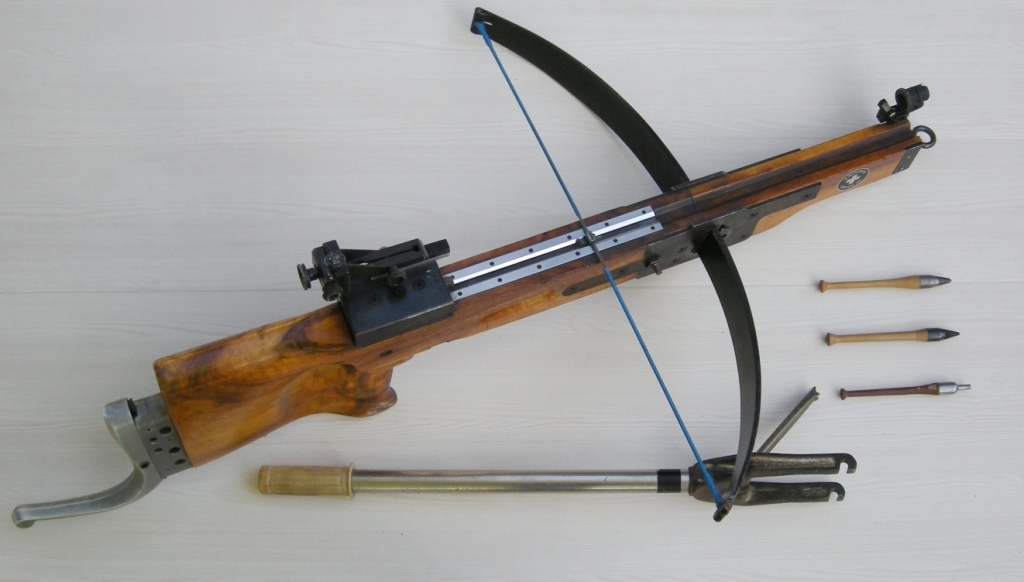
Moderne Matcharmbrust mit Armbrustspanner